# Marie-Thérèse de Bragance (1855-1944)
Pour les articles homonymes, voir Marie-Thérèse de Bragance.
 (octobre 2009).
Si vous disposez d'ouvrages ou d'articles de référence ou si vous connaissez des sites web de qualité traitant du thème abordé ici, merci de compléter l'article en donnant les références utiles à sa vérifiabilité et en les liant à la section « Notes et références ».
Marie-Thérèse de Bragance, née le 24 août 1855 et morte le 12 février 1944, est la fille de Michel de Portugal, duc de Bragance et d'Adélaïde de Löwenstein-Wertheim-Rosenberg.

## Biographie

### Famille
Michel de Portugal, ayant tenté d'usurper le trône de sa nièce en 1828 pour mener une politique conservatrice, est chassé du Portugal. Réfugié en Autriche, il prend le titre de duc de Bragance et y épouse sur le tard Adélaïde de Loewenstein-Wertheim-Rosenberg dont il a un fils et six filles. Proche des monarchies catholiques, il marie brillamment ses filles qui se font estimer par leur grandeur morale, leur sens du devoir et leur piété.
Ainsi, le 23 juillet 1873 à Kleinheubach, Marie-Thérèse épouse le frère cadet de l'empereur d'Autriche et roi de Hongrie François-Joseph Ier, l'archiduc Charles-Louis d'Autriche.
De 22 ans son aîné, l'archiduc est déjà veuf de Marguerite de Saxe (+1858) et de Marie de l'Annonciation de Bourbon-Siciles (+1871) et père de quatre enfants ; mais pour une princesse portugaise en exil, c'était un très bon parti.
De cette union naîtront :
- Marie Annonciade de Habsbourg-Lorraine (1876-1961), abbesse séculière de l'ordre des nobles dames de Prague de 1893 à 1919 ;
- Élisabeth de Habsbourg-Lorraine (1878-1960), qui épousa Aloïs de Liechtenstein (1869-1955). Ils sont les grands-parents de l'actuel prince souverain de Liechtenstein.

### Une femme de cœur
Femme de cœur et de devoir, orpheline de père à 11 ans, ayant reçu une éducation catholique exigeante (sa mère mourra religieuse)[réf. nécessaire], devenue mère de famille nombreuse à 18 ans à peine, elle s'occupe des enfants de son époux avec beaucoup de dévouement, sachant gagner leur confiance et leur affection.

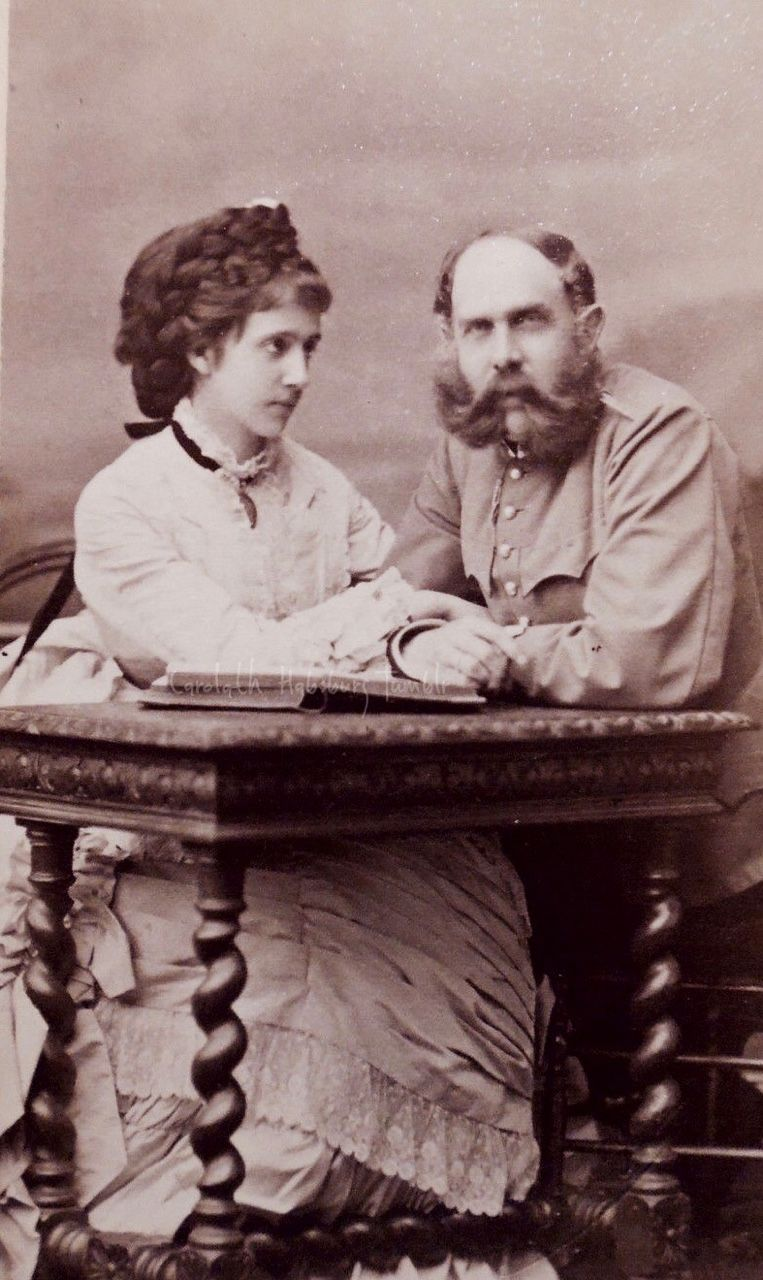
L'archiduc Charles-Louis et Marie-Thérèse de Bragance en 1873.

En 1889, la mort prématurée de l'archiduc héritier Rodolphe fait de son mari le successeur potentiel de l'empire. L'archiduc meurt en 1896 et son fils aîné l'archiduc François-Ferdinand, âgé de 32 ans et toujours célibataire devient héritier du trône.
Celui-ci s'entend bien avec sa belle-mère qui n'a que huit ans de plus que lui. Il contracte une maladie pulmonaire et constate l'hypocrisie du milieu curial, qui dans cette circonstance se tourne aussitôt vers le frère cadet de l'empereur, l'archiduc Otto de Habsbourg-Lorraine (1865-1906), joli garçon débauché mais marié et déjà père de deux fils. Néanmoins François-Ferdinand guérit et doit prendre épouse.

### Une veuve estimée
Veuve en 1896, bénéficiant de la confiance et de l'estime de son beau-frère l'empereur François-Joseph, elle soutient son beau fils François-Ferdinand lors de son mariage morganatique et celui-ci, malgré un compromis qu'il juge humiliant pour sa future épouse et ses enfants à naître, ne perd pas ses droits au trône (1900). En revanche, le plus jeune de ses beaux-enfants, l'archiduc Ferdinand, âgé de 41 ans, ne bénéficiera de la même faveur[réf. nécessaire] et, lorsqu'en 1909 son mariage morganatique est révélé, il doit se démettre de ses charges et même de son nom et se fait appeler Ferdinand Burg. 
Quant au Bel archiduc Otto, il meurt prématurément en 1906, laissant à son fils aîné, l'archiduc Charles, la seconde place dans l'ordre successoral après l'archiduc François-Ferdinand. 
Marie-Thérèse, n'ayant aucun rôle politique, jouit en revanche de l'estime de l'empereur. Après l'assassinat de François-Ferdinand et de son épouse, elle recueille leurs trois enfants orphelins. En 1916, elle ira jusqu'à demander - vainement - au Kaiser Guillaume II le rétablissement de la souveraineté de la Lorraine avec "Max", l'aîné des fils de François-Ferdinand et de Sophie, comme duc afin d'aplanir le contentieux franco-allemand.
L'archiduchesse Marie-Thérèse apporte son soutien au nouvel empereur Charles Ier (petit-fils de son mari) mais l'Autriche-Hongrie est perdue et la monarchie s'effondre avec la défaite. Elle ne craint pas de suivre le jeune empereur en exil à Madère, l'accompagne et le soutient spirituellement tout en vivant dans un certain dénuement. L'empereur et roi meurt de maladie en exil le 1er avril 1922 à l'âge de 34 ans. Elle possédait un diplôme d'infirmière[réf. nécessaire].

## Distinctions
- 19 mai 1883 : dame grand-croix de l'ordre de Sainte-Catherine
- 1898 : dame grand-croix de l'ordre d'Élisabeth
- Dame de l'ordre de la Croix étoilée, première classe